# Biloli
Biloli è una città dell'India di 13.430 abitanti, situata nel distretto di Nanded, nello stato federato del Maharashtra. In base al numero di abitanti la città rientra nella classe IV (da 10.000 a 19.999 persone).

## Geografia fisica
La città è situata a 18° 46' 0 N e 77° 43' 60 E e ha un'altitudine di 346 m s.l.m..

## Società

### Evoluzione demografica
Al censimento del 2001 la popolazione di Biloli assommava a 13.430 persone, delle quali 6.922 maschi e 6.508 femmine. I bambini di età inferiore o uguale ai sei anni assommavano a 2.218, dei quali 1.156 maschi e 1.062 femmine. Infine, coloro che erano in grado di saper almeno leggere e scrivere erano 7.630, dei quali 4.477 maschi e 3.153 femmine.